# 평택 원정리 유적
평택 원정리 유적은 경기도 평택시 포승읍 원정리에 있다. 1997년 4월 26일 평택시의 향토문화재 제7호로 지정되었다.

## 개요
95년 평택항 조성사업 과정에서 대규모의 패총유적이 확인되어 1년간의 발굴조사 끝에 실체가 드러났다. 패총은 해발 49m의 잔구성 야산(오랜 기간 침식으로 낮아진 평탄한 지형에서 상대적으로 침식에 강한 부분만 남게 되는데 이런 바위산을 잔구성 산지라고 한다.